# Zaur Sadajev
Zaur Umarovitj Sadajev (ryska: Заур Умарович Садаев), född 6 november 1989 i Sjali, Tjetjeno-Ingusjiska ASSR, Ryska SFSR, Sovjetunionen (nuvarande Tjetjenien, Ryssland), är en rysk fotbollsspelare (anfallare) som spelar för FC Aluston-YBK.